# Woolsington
Woolsington is een civil parish in het bestuurlijke gebied Newcastle upon Tyne, in het Engelse graafschap Tyne and Wear met 8256 inwoners.